# Bulbophyllum gamblei
Bulbophyllum gamblei là một loài phong lan thuộc chi Bulbophyllum.